# Хакуба

36°41′53.33″ пн. ш. 137°51′42.67″ сх. д. / 36.6981472° пн. ш. 137.8618528° сх. д.
Хакуба́ (яп. 白馬村, はくばむら, МФА: [haku̥ba muɾa]) — село в Японії, в повіті Кіта-Адзумі префектури Наґано. Станом на 1 квітня 2009 площа села становила 189,37 км². Станом на 1 липня 2011 населення села становило 9120 осіб.